# 总铺镇
总铺镇，是中华人民共和国安徽省滁州市凤阳县下辖的一个乡镇级行政单位。

## 行政区划
总铺镇下辖以下地区：
总铺社区、黄泥铺社区、寺山村、鹿塘村、天津铺村、姜庙村、小王村、勤丰村、三合村、国光村、哑叭店村、清塘村、斗塘村、山北吴村、孙岗村、京山村、马庙村、官塘村、凤阳县两杂场和凤阳县园艺场。